# Jana Gantnerová-Šoltýsová
Jana Gantnerová-Šoltýsová (ur. 30 września 1959 w Kieżmarku) – słowacka narciarka alpejska reprezentująca Czechosłowację, olimpijka.

## Kariera
W zawodach Pucharu Świata zadebiutowała 3 grudnia 1975 roku w Val d’Isère, gdzie zajęła 71. miejsce w zjeździe. Pierwsze punkty wywalczyła 17 grudnia 1975 roku w Cortina d’Ampezzo, gdzie zajęła szóste miejsce w slalomie. Na podium zawodów tego cyklu pierwszy raz stanęła 14 grudnia 1979 roku w Piancavallo, kończąc rywalizację w zjeździe na trzeciej pozycji. W zawodach tych wyprzedziły ją jedynie Marie-Theres Nadig ze Szwajcarii i Austriaczka Annemarie Moser-Pröll. W kolejnych startach jeszcze dwa razy stawała na podium: 19 grudnia 1979 roku w Zell am See była druga w zjeździe, a 17 grudnia 1980 roku w Altenmarkt-Zauchensee w tej samej konkurencji była najlepsza. W sezonie 1979/1980 zajęła trzynaste miejsce w klasyfikacji generalnej, a w klasyfikacji zjazdu była piąta.
Wystartowała na igrzyskach olimpijskich w Innsbrucku w 1976 roku, gdzie zajęła 25. miejsce w gigancie i 33. w zjeździe, a slalomu nie ukończyła. Podczas rozgrywanych cztery lata później igrzysk w Lake Placid była dziesiąta w zjeździe, w gigancie zajęła 21. miejsce, a slalomu ponownie nie ukończyła. Brała również udział w igrzyskach olimpijskich w Sarajewie w 1984 roku, plasując się na piątej pozycji w zjeździe, a w gigancie nie ukończyła drugiego przejazdu. Była też między innymi piętnasta w kombinacji na mistrzostwach świata w Schladming w 1982 roku.
Podczas Zimowych Igrzysk Olimpijskich 2010 pełniła funkcję zastępczyni słowackiego szefa misji olimpijskiej w Whistler.
Była chatarką w tatrzańskim schronisku nad Zielonym Stawem.
Jej córka, Jana Gantnerová, również uprawiała narciarstwo alpejskie.

## Osiągnięcia

### Igrzyska olimpijskie
| Miejsce | Dzień     | Rok  | Miejscowość | Konkurencja | Czas biegu | Strata | Zwyciężczyni          |
| ------- | --------- | ---- | ----------- | ----------- | ---------- | ------ | --------------------- |
| 33.     | 8 lutego  | 1976 | Innsbruck   | Zjazd       | 1:46,16    | +8,86  | Rosi Mittermaier      |
| DNF2    | 11 lutego | 1976 | Innsbruck   | Slalom      | 1:30,54    | —      | Rosi Mittermaier      |
| 25.     | 13 lutego | 1976 | Innsbruck   | Gigant      | 1:29,13    | +4,87  | Kathy Kreiner         |
| 10.     | 17 lutego | 1980 | Lake Placid | Zjazd       | 1:37,52    | +3,19  | Annemarie Moser-Pröll |
| 5.      | 16 lutego | 1984 | Sarajewo    | Zjazd       | 1:13,36    | +0,78  | Michela Figini        |

### Mistrzostwa świata
| Miejsce | Dzień       | Rok  | Miejscowość            | Konkurencja | Czas biegu | Strata     | Zwyciężczyni          |
| ------- | ----------- | ---- | ---------------------- | ----------- | ---------- | ---------- | --------------------- |
| 19.     | 1 lutego    | 1978 | Garmisch-Partenkirchen | Zjazd       | 1:48,31    | +5,78      | Annemarie Moser-Pröll |
| DNF2    | 3 lutego    | 1978 | Garmisch-Partenkirchen | Slalom      | 1:24,85    | -          | Lea Sölkner           |
| 39.     | 4 lutego    | 1978 | Garmisch-Partenkirchen | Gigant      | 2:41,15    | +9,43      | Maria Epple           |
| 10.     | 17 lutego   | 1980 | Lake Placid            | Zjazd       | 1:37,52    | +3,19      | Annemarie Moser-Pröll |
| 15.     | 31 stycznia | 1982 | Schladming             | Kombinacja  | 8,99 pkt   | +71,62 pkt | Erika Hess            |
| 24.     | 4 lutego    | 1982 | Schladming             | Zjazd       | 1:37,47    | +2,48      | Gerry Sorensen        |
| 16.     | 3 lutego    | 1985 | Bormio                 | Zjazd       | 1:26,96    | +2,59      | Michela Figini        |

### Puchar Świata

#### Miejsca w klasyfikacji generalnej
- sezon 1975/1976: 40.
- sezon 1978/1979: 33.
- sezon 1979/1980: 13.
- sezon 1980/1981: 21.
- sezon 1981/1982: 63.
- sezon 1982/1983: 29.
- sezon 1983/1984: 30.
- sezon 1984/1985: 66.

#### Miejsca na podium
1. Piancavallo – 14 grudnia 1979 (zjazd) – 3. miejsce
2. Zell am See – 19 grudnia 1979 (zjazd) – 2. miejsce
3. Altenmarkt-Zauchensee – 17 grudnia 1980 (zjazd) – 1. miejsce